# La Flèche Wallonne 2010
La Flèche Wallonne 2010 (Walońska Strzała) – 74. edycja wyścigu kolarskiego La Flèche Wallonne. Wyścig odbył się 21 kwietnia 2010r między dwoma Belgijskimi miastami Charleroi i Huy. Zwycięzcą 74. La Flèche Wallonne został Australijczycy Cadel Evans.

## Klasyfikacja generalna
|    | Kolarz             | Drużyna            | Czas       |
| 1  | Cadel Evans        | BMC Racing Team    | 4h 29' 24" |
| 2  | Joaquim Rodríguez  | Team Katusha       | +0'00"     |
| 3  | Alberto Contador   | Team Astana        | 0'00"      |
| 4  | Igor Anton         | Euskaltel-Euskadi  | +06"       |
| 5  | Damiano Cunego     | Lampre N.G.C       | +09"       |
| 6  | Philippe Gilbert   | Omega Pharma-Lotto | +011"      |
| 7  | Christopher Horner | Team RadioShack    | +011"      |
| 8  | Alejandro Valverde | Caisse d’Epargne   | +011"      |
| 9  | Andy Schleck       | Team Saxo Bank     | +011"      |
| 10 | Ryder Hesjedal     | Garmin-Slipstream  | +011"      |
| -- | ------------------ | ------------------ | ---------- |